# Plaça de la Sagrada Família
La Plaça de la Sagrada Família està a prop del temple de la Sagrada Família de Barcelona, entre els carrers de Mallorca, Provença, Sardenya i Sicília. Ha estat remodelada diversos cops per tal de donar-li amplitud i adequar-la a la gran afluència de visitants que té el temple.
Antigament, i fins al 1931, s'havia anomenat plaça del General Barrera. Al nord de la plaça hi havia el Cine Niza.
A la plaça hi ha una estàtua d'en Miliu, personatge de Toresky, un dels locutors pioners de la ràdio a Catalunya.